# 嘉門雄三 & VICTOR WHEELS LIVE!
『嘉門雄三 & VICTOR WHEELS LIVE!』（かもんゆうぞう アンド ビクター・ホイールズ・ライヴ）は、嘉門雄三の名義で発売した桑田佳祐のライブ・アルバム。1982年3月21日発売。発売元はInvitation。

## 解説
桑田佳祐が『嘉門雄三』名義で発売した唯一の作品である。1981年12月11日と12日に Egg-man で行われた桑田バンド（後のKUWATA BANDとは別）名義のライブをレコード化したもので、本作はすべて『嘉門雄三』名義だが、実質的に桑田佳祐の初ソロ作品である。カセットテープとレコードでそれぞれ初版のみ販売された。
ジャケットデザインは、ビクターのロゴマークである蓄音機に耳を近づけた犬のパロディで蓄音機に桑田が顔を突っ込んでおり、『こんなレコードを貸し借りするような奴は許せない!』とレンタル禁止を皮肉るゴジラ似の怪獣を描いた紙片が封入された。当初は1回公演で収録する予定が翌日深夜に再度ライブ演奏することになり、終了後に翌日のチケットを販売した。収録終了後にサザンオールスターズも演奏した。
『嘉門雄三』という名義の由来は英語の「COME ON（カモン）」と、桑田と同郷で敬愛する加山雄三から来たものである。嘉門の屋号は後に元落語家でシンガーソングライターの鳥飼達夫に譲っており、現在も芸名を嘉門タツオと名乗っている。

## 収録曲

### Side-1
1. Trying To Live My Life Without You
オリジナルはオーティス・クレイで、オープニングの模様とともに送っている。
2. Reggae Man
嘉門雄三唯一のオリジナル曲である。すべて英語詞だが間奏に嘉門の日本語台詞がある。斎藤誠や原由子も歌唱参加しており、全編でライブ参加への感謝と喜びを歌う。
3. Stay
オリジナルはモーリス・ウィリアムス&ザ・ゾディアックスで、大瀧詠一などがライブでカバーしており、R&Bを意識したポップアレンジで収録されている。本楽曲の後、演奏メンバーの紹介に続き「一人の少女が見ていたもの」と少女の声が流れ、「嘉門雄三です」と桑田があいさつする。
4. Say Good-Bye To Hollywood
オリジナルはビリー・ジョエルである。
5. Hearts - ハート悲しく
オリジナルはマーティ・バリンで、コーラスが響く構成である。
6. Slow Hand
オリジナルはポインター・シスターズで、『Black And White』からの選曲である。
7. The Weight
オリジナルはザ・バンドの『ミュージック・フロム・ビッグ・ピンク』の収録曲である。「前奏僕 弾きます。イントロ俺が弾くぞイントロ俺がー！」と嘉門の声で始まり、終了時に少女の語りが入る。

### Side-2
1. Blues Medley ～ Blues Power
前半はエリック・クラプトンも演奏した古いブルースのメドレーで、Blues Powerはエリック・クラプトンのオリジナルである。桑田が敬愛するクラプトンを意識してアレンジしている。オリジナル盤に表記されていないが曲順は「Worried Life Blues（ビッグ・マセオ・メリーウェザー）、Rambling on My Mind（ロバート・ジョンソン）、Have You Ever Love A Woman（フレディ・キング） 、Blues Power」である。「ここやらしいんです」「めんたいこ」と放送禁止防止の天の声とされるものが一瞬入っており、8分を超える演奏時間は嘉門雄三の楽曲では最も長い。
2. Just Like a Woman
オリジナルはボブ・ディランである。出演者と会場が一体になった「Just Like a Woman」のコーラスを聴く事ができる。
3. Just Once
オリジナルはクインシー・ジョーンズ featuring ジェームス・イングラムである。『ベストヒットUSA』を思わせる小林克也のナレーションで始まる本作で数少ないバラードである。
4. Any Time At All
オリジナルはビートルズである。すぐに次の楽曲へ続く構成で、最終曲の「Imagine」を除けば2分50秒で最も短い演奏時間である。
5. You May Be Right
オリジナルはビリー・ジョエルである。本楽曲は最後にフェードアウトし、このライブを聴いていた少女がライブハウスから去って次曲に続く構成である。
6. Imagine
オリジナルはジョン・レノンである。前曲のフェードアウト後にサビ部分が30秒ほど流れるボーナストラック的要素として収録されている。

## 参加ミュージシャン
- 嘉門雄三:Vocal, Guitar
- 斎藤誠:Guitar
- MUKU:Bass
- 国本佳宏:Keyboards
- 今野多久郎:Percussion
- 宮田茂男:Drums
- 小林克也:Guest Vocal
- 原由子:Guest Vocal